# You Have No Idea What You're Getting Yourself Into
You Have No Idea What You're Getting Yourself Into è il primo album in studio del gruppo musicale britannico Does It Offend You, Yeah?, pubblicato il 24 marzo 2008 dalla Virgin Records.

## Descrizione
Anticipato a febbraio dal singolo We Are Rockstars, You Have No Idea What You're Getting Yourself Into è costituito da dieci brani, tra cui i due singoli autoprodotti dal gruppo nel 2007 Weird Science e Let's Make Out, quest'ultimo realizzato con la partecipazione vocale di Sebastien Grainger, cantante e batterista dei Death from Above 1979.
Si tratta inoltre dell'unico album registrato dal gruppo insieme al chitarrista Morgan Quaintance, il quale ha lasciato i Does It Offend You, Yeah? nell'aprile 2009.

## Tracce
Testi e musiche di Does It Offend You, Yeah?, eccetto dove indicato.
1. Battle Royale – 3:36
2. With a Heavy Heart (I Regret to Inform You) – 4:04 (Does It Offend You, Yeah?, Eliot James)
3. We Are Rockstars – 3:51
4. Dawn of the Dead – 3:27
5. Doomed Now – 3:41
6. Attack of the 60 Ft Lesbian Octopus – 1:59
7. Let's Make Out – 4:02 (Does It Offend You, Yeah?, Sebastien Grainger)
8. Being Bad Feels Pretty Good – 4:05
9. Weird Science – 5:04
10. Epic Last Song – 4:33

Traccia bonus nelle edizioni giapponese e di iTunes
1. Like the Way I Do – 3:51

## Formazione
Gruppo
- James Rushent – voce, basso
- Morgan Quaintance – chitarra
- Dan Coop – sintetizzatore
- Rob Bloomfield – batteria

Altri musicisti
- Kyron Akal – steel drum (traccia 4)
- Sebastien Grainger – voce (traccia 7)

Produzione
- Does It Offend You, Yeah? – produzione, ingegneria del suono
- Eliot James – produzione (tracce 2, 4, 5, 6 e 8), ingegneria
- Rich Costey – missaggio
- Mike Marsh – mastering

## Classifiche
| Classifica (2008) | Posizione massima |
| ----------------- | ----------------- |
| Regno Unito       | 48                |